# Garriscaphus amplus
Garriscaphus amplus är en mångfotingart som beskrevs av Chamberlin R. 1941. Garriscaphus amplus ingår i släktet Garriscaphus och familjen trädgårdsjordkrypare. Inga underarter finns listade i Catalogue of Life.